# Der Obersteiger (Operette)

Poldi Gersa als Nelly" im Dresdner Residenz-Theater

Der Obersteiger ist eine Operette in drei Akten des Komponisten Carl Zeller mit einem Libretto von Moritz West und Ludwig Held. Die Uraufführung fand am 5. Januar 1894 im Theater an der Wien statt. Der bekannte Wiener Sänger und Schauspieler Alexander Girardi spielte die Hauptrolle. Das als Komödie angelegte Stück spielt in einem Bergstädtchen, in der ersten Hälfte des 18. Jahrhunderts. Das berühmteste Lied der Operette ist „Sei nicht bös’“.

## Handlung
1. Akt
Das Stück spielt in Süddeutschland und beginnt beim fürstlichen Bergwerk Marienzeche. Zwischen dem Bergwerksdirektor Zwack und Julie Fahnenschwinger bestanden vor Jahren zärtliche Bande intimer Art. Nun erfährt Zwack zufällig vom Wirt Strobl, dass Julie ein Mädchen geboren habe. Von ihrem weiteren Schicksal weiß man aber nichts mehr. Zwack hat inzwischen geheiratet, doch geht er noch immer Liebesabenteuern nach. Er schwärmt jetzt für Nelly, eine Spitzenklöpplerin, die – wie es ja vorkommt – einen anderen, den Obersteiger Martin, liebt. Unter seiner Führung stehen die Bergleute gerade im Streik. Sie werden dabei von einem Volontär, unter dem sich Fürst Roderich verbirgt, der die Verhältnisse auf seinem Bergwerk kennenlernen will, durch Geld unterstützt. Fürst Roderich steht mit dem Obersteiger Martin auf gutem Fuß, und letzterer vertraut dem Fürsten-Volontär an, dass er eine neue Silberader entdeckt habe, er wolle aber diese ergiebige Lagerstätte nicht verraten, bevor er 3000 Gulden bekommen habe. Der Direktor entlässt ihn deshalb.
Ihn bringt dies aber nicht aus der Ruhe. Er spielt mit seinen Freunden Kegel und vertut dabei sein letztes Geld. Auch die Comtesse Fichtenau ist zurzeit unerkannt im Orte. Als Touristin nimmt sie bei Nelly, der Spitzenklöpplerin, die sie aus Kindertagen kennt, Quartier und gilt als deren Base Julie Fahnenschwinger. Martin will Nelly besuchen, um sich Geld auszuborgen, trifft aber mit der Comtesse zusammen, und er verliebt sich in sie. Da er sich aber nicht näher heranwagt, bittet er seinen Freund, den Volontär, mit ihr zu sprechen. Roderich, der auch nicht weiß, dass Julie, die angebliche Base Nellys, in Wirklichkeit die Comtesse ist, verliebt sich in sie. Die Comtesse, der so viel ungewolltes Liebesglück zuteilwurde, entschließt sich, wieder abzureisen. Fürst Roderich und Direktor Zwack, denen anfangs der Mut zur Einfahrt gefehlt hatte, besichtigen auf Zureden Nellys und der Comtesse das Bergwerk. Der tüchtige Martin dient als Führer, nachdem er zuvor von Roderich die strittigen 3000 Gulden erhalten hat.
2. Akt
Frau Bergwerksdirektor Zwack macht bei einem großen Fest die Honneurs. Zwack, der auf eine Präsidentenstelle aspiriert, soll eine Rede vom Stapel lassen. Er hat nicht die nötige Ruhe gefunden, sie auswendig zu lernen. Julie Fahnenschwinger und ihre uneheliche Tochter geben ihm zu denken. Tschida und Dusel, zwei Beamte des Betriebes, haben sich gegen den Direktor verschworen und wollen ihm den Boden heiß machen. Sie veranlassen schließlich Martin, das Redemanuskript des Direktors verschwinden zu lassen. Martin hat seine 3000 Gulden bereits verschwendet und ist nun das Haupt einer Bergmannskapelle. Er macht – wie ihm von Tschida und Dusel geraten – der Direktorsgattin den Hof, in der Hoffnung, daraus Vorteile zu ziehen. Er hat bei ihr bald Erfolg. Zum Fest kommt auch die Comtesse mit Nelly. Roderich hat die Einladung der beiden veranlasst, weil er ahnt, wer „Julie Fahnenschwinger“ in Wahrheit ist. Martin, der mit seiner Kapelle erscheint, hält die Comtesse wegen ihrer vornehmen Kleidung für eine Betrügerin und behauptet, dass diese elegante Dame Julie Fahnenschwinger sei. Nun glaubt aber Zwack, es handle sich um seine außereheliche Tochter. So kommt es zu lächerlichen Verwicklungen.
3. Akt
Der so kompromittierte Direktor Zwack ist beurlaubt, das heißt, gegangen worden. Elfriede, seine Gattin, hat sich scheiden lassen. Zwack bemüht sich wieder, aber auch diesmal zwecklos um Nelly, während Frau Elfriede an Martin, der wirtschaftlich nun schon ganz heruntergekommen ist, Interesse nimmt. Für die alte Dame kann er sich aber trotzdem nicht entschließen. Da nun alles gut enden muss, hat der Fürst den Weg zum Herzen der Comtesse gefunden und sich mit ihr verlobt. Natürlich bekommt der Obersteiger eine neue Stelle und er findet zu seiner ersten Liebe, zu Nelly, zurück.

## Musiknummern (Auswahl)
- Martin: „So sollt’ man leben das ganze Jahr“, „Der alte Bergmann träumt davon“ und „Sei nicht bös’“
- Nelly: „Bin schon da!“ und „Muster wie meine, so hübsche, so feine“
- Comtesse: „Ja, dort in den Bergen drin“
- Zwack: „Der Bürokrat tut seine Pflicht“

## Tonträger
Im Jahr 2010 kam beim Label CPO eine CD-Einspielung der Operette heraus. Unter der Gesamtleitung von Herbert Mogg spielten und sangen das Orchester und der Chor des Musik Theaters Schönbrunn. Solisten waren Santiago Bürgi, Cornelia Zink, Wolfgang Müller-Lorenz, Donna Ellen, Bernhard Berchtold u.v.m.